# ホンダ・アスコットイノーバ
アスコット イノーバ（ASCOT INNOVA）は、本田技研工業がかつて製造・発売していたセダン型の乗用車である。

## 概要
当時プリモ店の最上級車であったアスコットのスポーツバージョンとして販売された。英国版アコードをベースにしたモデルであるが、アコードがサッシュドアを採用しているのに対してサッシュレスのハードトップである点など、デザインには大きく異なる部分もある。同社の埼玉製作所において、アコード・アスコットと同じラインで生産されていた（エンジンは当時の和光工場、完成車は狭山工場）。
アコードに搭載されているF20A型エンジン（SOHC・DOHC）に加え、輸出向けプレリュードに搭載されていたH23A型エンジンがラインアップされており、2.0Lは5ナンバーながらも、2.3Lは全幅が1,710mmに広げられ全幅と排気量の都合上3ナンバー登録となる。
トランスミッションは基本的に4速ATだが、最廉価グレードの2.0i・Cのみ5速MTを搭載。車台を共用していた当時のアコード・アスコットと同様に、メーカーオプションとして4WSも用意されていた。

### グレード構成
- 2,000cc SOHC F20A型 直4 135PS
  - 2.0i･C
  - 2.0i
  - 2.0i･4WS
  - 2.0i イルミネ
- 2,000cc DOHC F20A型 直4 150PS
  - 2.0Si
  - 2.0Si･4WS
- 2,300cc DOHC H23A型 直4 165PS
  - 2.3Si-Z
  - 2.3Si-Z･4WS
  - 2.3Si-Z･TCV
  - 2.3Si-Z･TCV･4WS

## 初代  CB3/4/CC4/5型（1992-1996年）
- 1992年3月5日 発売[3]。CMにはジーナ・デイヴィスが出演。
- 1993年 特別仕様車「2.0Siセレクション」を追加。
- 1994年マイナーチェンジ[4]。新グレード「2.0i イルミネ」を追加。
- 1996年12月 生産・販売終了。

## 車名の由来
- 「イノーバ」とは革新的・刷新を意味するイノベーション（INNOVATION）の略。

## キャッチコピー
- 発売初期：ハードトップイノベーション　～美しく・広く～

## 取扱販売店
- プリモ店[3]